# Stegnogramma dissitifolia
Stegnogramma dissitifolia är en kärrbräkenväxtart som beskrevs av Holtt. Stegnogramma dissitifolia ingår i släktet Stegnogramma och familjen Thelypteridaceae. Inga underarter finns listade.